# Mamíferos da península Ibérica
Lista dos mamíferos silvestres que vivem na Península Ibérica. Inclui espécies autóctones e exóticas estabelecidas.

## Ordem Soricomorpha

### Familia Soricidae
| Espécie              | Nome comum                          | Distribuição | EC | Imagem |
| -------------------- | ----------------------------------- | ------------ | -- | ------ |
| Crocidura russula    | Musaranho-de-dentes-brancos         |              | LC |        |
| Crocidura suaveolens | Musaranho-de-dentes-brancos-pequeno |              | LC |        |
| Neomys anomalus      | Musaranho-de-água                   |              | LC |        |
| Sorex araneus        | Musaranho-comum                     |              | LC |        |
| Sorex coronatus      | -                                   |              | LC |        |
| Sorex granarius      | Musaranho-de-dentes-vermelho        |              | LC |        |
| Sorex minutus        | Musaranho-anão-de-dentes-vermelho   |              | LC |        |
| Neomys fodiens       | -                                   |              | LC |        |
| Suncus etruscus      | Musaranho-pigmeu ou Musaranho-anão  |              | LC |        |

### FamíliaTalpidae
| Género  | Espécie (binomial) | Nome comum      | Distribuição | Foto |
| Galemys | Galemys pyrenaicus | Toupeira-d'água |              |      |
| Talpa   | Talpa europaea     | -               |              |      |
| Talpa   | Talpa occidentalis | -               |              |      |

## Ordem Erinaceomorpha

### FamíliaErinaceidae
| Género    | Espécie (binomial)  | Nome comum                                                                   | Distribuição | Foto |
| Erinaceus | Erinaceus europaeus | Ouriço-cacheiro(português europeu) ou Ouriço-terrestre(português brasileiro) |              |      |
| Atelerix  | Atelerix algirus    | -                                                                            |              |      |

## Ordem Quiroptera

### FamíliaVespertilionidae
| Género       | Espécie (binomial)        | Nome comum                 | Distribuição | Foto |
| Myotis       | Myotis mystacinus         | -                          |              |      |
| Myotis       | Myotis alcathoe           | -                          |              |      |
| Myotis       | Myotis emarginatus        | Morcego-lanudo             |              |      |
| Myotis       | Myotis crypticus          | -                          |              |      |
| Myotis       | Myotis escalerai          | -                          |              |      |
| Myotis       | Myotis bechsteinii        | -                          |              |      |
| Myotis       | Myotis myotis             | -                          |              |      |
| Myotis       | Myotis blythii            | -                          |              |      |
| Myotis       | Myotis daubentonii        | -                          |              |      |
| Myotis       | Myotis capaccinii         | -                          |              |      |
| Pipistrellus | Pipistrellus pipistrellus | Morcego-anão               |              |      |
| Pipistrellus | Pipistrellus pygmaeus     | -                          |              |      |
| Pipistrellus | Pipistrellus nathusii     | Morcego-de-nathusius       |              |      |
| Pipistrellus | Pipistrellus kuhli        | -                          |              |      |
| Hypsugo      | Hypsugo savii             | Morcego-de-savi            |              |      |
| Nyctalus     | Nyctalus noctula          | Morcego-arborícola-grande  |              |      |
| Nyctalus     | Nyctalus leisleri         | Morcego-arborícola-pequeno |              |      |
| Nyctalus     | Nyctalus lasiopterus      | Morcego-arborícola-gigante |              |      |
| Eptesicus    | Eptesicus serotinus       | Morcego-hortelão           |              |      |
| Eptesicus    | Eptesicus isabellinus     | -                          |              |      |
| Barbastella  | Barbastella barbastellus  | Morcego-negro              |              |      |
| Plecotus     | Plecotus auritus          | Morcego-orelhudo-castanho  |              |      |
| Plecotus     | Plecotus austriacus       | Morcego-orelhudo-cinzento  |              |      |
| Plecotus     | Plecotus macrobullaris    | morcego-orelhudo-alpino    |              |      |
| Miniopterus  | Miniopterus schreibersi   | -                          |              |      |

### FamíliaMolossidae
| Género   | Espécie (binomial) | Nome comum     | Distribuição | Foto |
| Tadarida | Tadarida teniotis  | Morcego-rabudo |              |      |

### FamíliaRhinolophidae
| Género      | Espécie (binomial)        | Nome comum | Distribuição | Foto |
| Rhinolophus | Rhinolophus ferrumequinum |            |              |      |
| Rhinolophus | Rhinolophus hipposideros  |            |              |      |
| Rhinolophus | Rhinolophus euryale       |            |              |      |
| Rhinolophus | Rhinolophus mehelyi       |            |              |      |

## Ordem Rodentia

### FamíliaArvicolidae
| Género    | Espécie (binomial)        | Nome comum              | Distribuição | Foto |
| Microtus  | Microtus arvalis          |                         |              |      |
| Microtus  | Microtus cabrerae         | Rato-de-cabrera         |              |      |
| Microtus  | Microtus agrestis         |                         |              |      |
| Microtus  | Microtus lusitanicus      | Rato-cego               |              |      |
| Microtus  | Microtus duodecimcostatus | Rato-cego-mediterrânico |              |      |
| Microtus  | Microtus gerbei           |                         |              |      |
| Chionomys | Chionomys nivalis         |                         |              |      |
| Arvicola  | Arvicola terrestris       |                         |              |      |
| Arvicola  | Arvicola sapidus          |                         |              |      |
| Myodes    | Myodes glareolus          |                         |              |      |
| Ondatra   | Ondatra zibethicus        |                         |              |      |

### FamíliaMuridae
| Género   | Espécie (binomial)   | Nome comum     | Distribuição | Foto |
| Micromys | Micromys minutus     |                |              |      |
| Apodemus | Apodemus flavicollis |                |              |      |
| Apodemus | Apodemus sylvaticus  |                |              |      |
| Mus      | Mus musculus         | Rato-doméstico |              |      |
| Mus      | Mus spretus          |                |              |      |
| Rattus   | Rattus norvegicus    | Ratazana       |              |      |
| Rattus   | Rattus rattus        | Rato-preto     |              |      |

### FamíliaMyoxidae
| Género  | Espécie (binomial) | Nome comum | Distribuição | Foto |
| Eliomys | Eliomys quercinus  | Leirão     |              |      |
| Glis    | Glis glis          |            |              |      |

### FamíliaSciuridae
| Género  | Espécie (binomial) | Nome comum       | Distribuição | Foto |
| Sciurus | Sciurus vulgaris   | Esquilo-vermelho |              |      |
| Marmota | Marmota marmota    |                  |              |      |

## Ordem Lagomorpha

### FamíliaLeporidae
| Género      | Espécie (binomial)    | Nome comum       | Distribuição | Foto |
| Lepus       | Lepus europaeus       | Lebre-comum      |              |      |
| Lepus       | Lepus castroviejoi    | Lebre-cantábrica |              |      |
| Lepus       | Lepus granatensis     | Lebre-ibérica    |              |      |
| Oryctolagus | Oryctolagus cuniculus | Coelho-europeu   |              |      |

## Ordem Carnivora

### FamíliaUrsidae
| Género | Espécie (binomial) | Nome comum | Distribuição | Foto |
| Ursus  | Ursus arctos       | Urso-pardo |              |      |

### FamíliaCanidae
| Género | Espécie (binomial) | Nome comum      | Distribuição | Foto |
| Canis  | Canis lupus        | Lobo            |              |      |
| Vulpes | Vulpes vulpes      | Raposa-vermelha |              |      |

### FamíliaMustelidae
| Género   | Espécie (binomial) | Nome comum                      | Distribuição           | Foto |
| Mustela  | Mustela erminea    | Arminho                         |                        |      |
| Mustela  | Mustela nivalis    | Doninha-anã                     |                        |      |
| Mustela  | Mustela lutreola   | Doninha-europeia, visão-europeu |                        |      |
| Mustela  | Mustela putorius   | Tourão                          |                        |      |
| Neovison | Neovison vison     | -                               |                        |      |
| Martes   | Martes martes      | Marta                           |                        |      |
| Martes   | Martes foina       | Fuinha                          |                        |      |
| Lutra    | Lutra lutra        | Lontra-europeia                 |                        |      |
| Meles    | Meles meles        | Texugo-europeu                  | Distribuição del tejón |      |

### FamíliaViverridae
| Género    | Espécie (binomial)  | Nome comum | Distribuição | Foto |
| Herpestes | Herpestes ichneumon | Sacarrabos |              |      |
| Genetta   | Genetta genetta     | Gineta     |              |      |

### FamíliaFelidae
| Género | Espécie (binomial) | Nome comum    | Distribuição | Foto |
| Lynx   | Lynx pardinus      | Lince-ibérico |              |      |
| Felis  | Felis silvestris   | Gato-bravo    |              |      |

## Ordem Artiodactyla

### FamíliaSuidae
| Género | Espécie (binomial) | Nome comum | Distribuição | Foto |
| Sus    | Sus scrofa         | Javali     |              |      |

### FamíliaBovidae
| Género     | Espécie (binomial)  | Nome comum           | Distribuição | Foto |
| Ovis       | Ovis musimon        | Muflão               |              |      |
| Capra      | Capra pyrenaica     | Capra                |              |      |
| Rupicapra  | Rupicapra rupicapra | Camurça              |              |      |
| Ammotragus | Ammotragus lervia   | Carneiro-da-Barbária |              |      |

### FamíliaCervidae
| Género | Espécie (binomial) | Nome comum     | Distribuição | Foto |
| Cervus | Cervus elaphus     | Veado-vermelho |              |      |
| Dama   | Dama dama          | Gamo           |              |      |

### FamíliaCapreolidae
| Género    | Espécie (binomial)  | Nome comum | Distribuição | Foto |
| Capreolus | Capreolus capreolus | Corça      |              |      |